# Brstovnica
Brstovnica – wieś w Słowenii, w gminie Laško. W 2018 roku liczyła 66 mieszkańców.